# Rawlins County
Rawlins County är ett administrativt område i delstaten Kansas, USA, med 2 519 invånare. Den administrativa huvudorten (county seat) är Atwood.

## Geografi
Enligt United States Census Bureau har countyt en total area på 2 771 km². 2 771 km² av den arean är land och 0 km² är vatten.

### Angränsande countyn
- Hitchcock County, Nebraska - norr
- Red Willow County, Nebraska - nordost
- Decatur County - öst
- Thomas County - söder
- Sherman County - sydväst
- Cheyenne County - väst
- Dundy County, Nebraska - nordväst

### Orter
- Atwood (huvudort)
- Herndon
- McDonald